# 1970 год в изобразительном искусстве СССР
1970 год был отмечен рядом событий, оставивших заметный след в истории советского изобразительного искусства.

## События
- 12 января — Выставка произведений московских художников, посвящённая столетию со дня рождения В. И. Ленина открылась в ЦВЗ «Манеж»[1].

- 23 января — В ГМИИ имени А. С. Пушкина открылась выставка акварелей и рисунков художника Н. А. Тырсы, из новых поступлений[2].

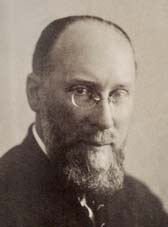
Николай Тырса

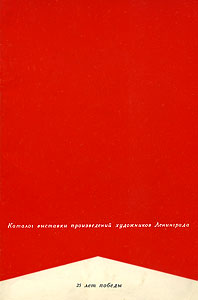
Каталог выставки

- 27 января — Выставка произведений ленинградских художников «1870-1970. В. И. Ленину посвящается» открылась в залах Государственного Русского музея.[3]

- 27 февраля — Четвёртая Республиканская художественная выставка «Советская Россия» открылась в Москве в ЦВЗ «Манеж». Ей предшествовали десять Зональных художественных выставок[4].

- 23 марта — Выставка произведений графики и скульптуры «Ленин и Октябрьская революция» открылась в Третьяковской галерее в Москве[5].

- 27 марта — Выставка художников Латвии «Спорт в искусстве» открылась в Москве в выставочном помещении Центрального стадиона имени В. И. Ленина в Лужниках[6].

- 17 апреля — Всесоюзная юбилейная художественная выставка, посвящённая 100-летию со дня рождения В. И. Ленина, открылась в Москве в ЦВЗ «Манеж».[5][7].

- 18 апреля — В Ленинграде на Московской площади открыт памятник В. И. Ленину, авторы скульптор М. К. Аникушин, архитектор В. А. Каменский[6].

- Всесоюзная художественная выставка «25 лет Победы Советского Союза в Великой Отечественной войне» открылась в Москве.

- Выставка произведений ленинградских художников, посвящённая 25-летию Победы над фашистской Германией, открылась в залах Ленинградского отделения Союза художников РСФСР.[8]

- Четвёртая Республиканская художественная выставка «Советская Россия», посвящённая 100-летию со дня рождения В. И. Ленина, открылась в Москве.[9] Экспонировались работы Ивана Варичева, Алексея Грицая, Леонида Кривицкого, Юрия Кугача, Евсея Моисеенко, Аркадия Пластова, Александра Самохвалова, Юрия Тулина, Бориса Угарова и других.

- Новый Выставочный центр Союза художников РСФСР открыт в Ленинграде на Свердловской набережной.

- В Москве на Красной площади на месте захоронения в Некрополе у Кремлёвской стены установлен бюст генералиссимуса СССР Иосифа Сталина. Автором скульптурного произведения является Н. В. Томский.

- Выставка рисунков Нади Рушевой (1952-1969) открылась в отделе графики Государственной Третьяковской галереи[10].

- Выставка произведений Аркадия Рылова к 100-летию со дня рождения художника открылась в Ленинграде в Научно-исследовательском музее Академии художеств[11].

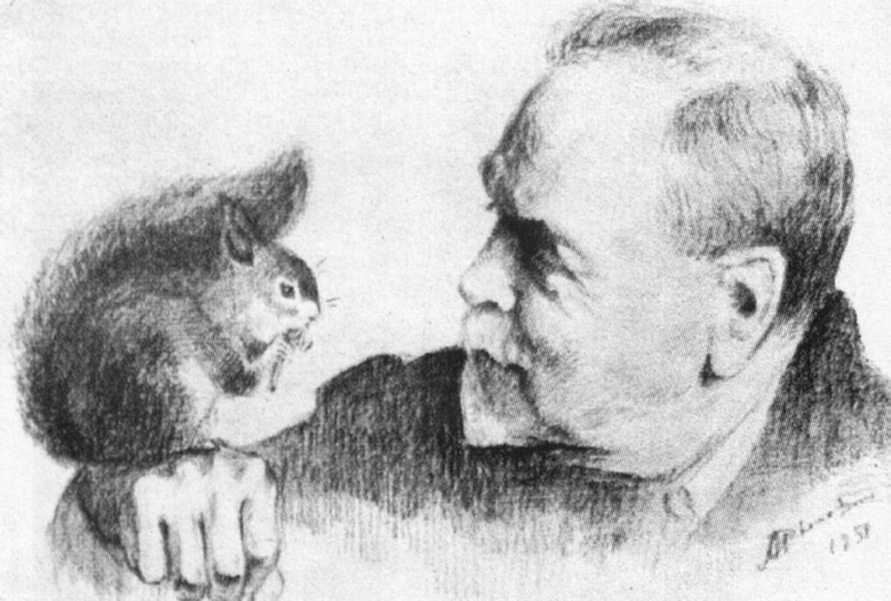
Аркадий Рылов
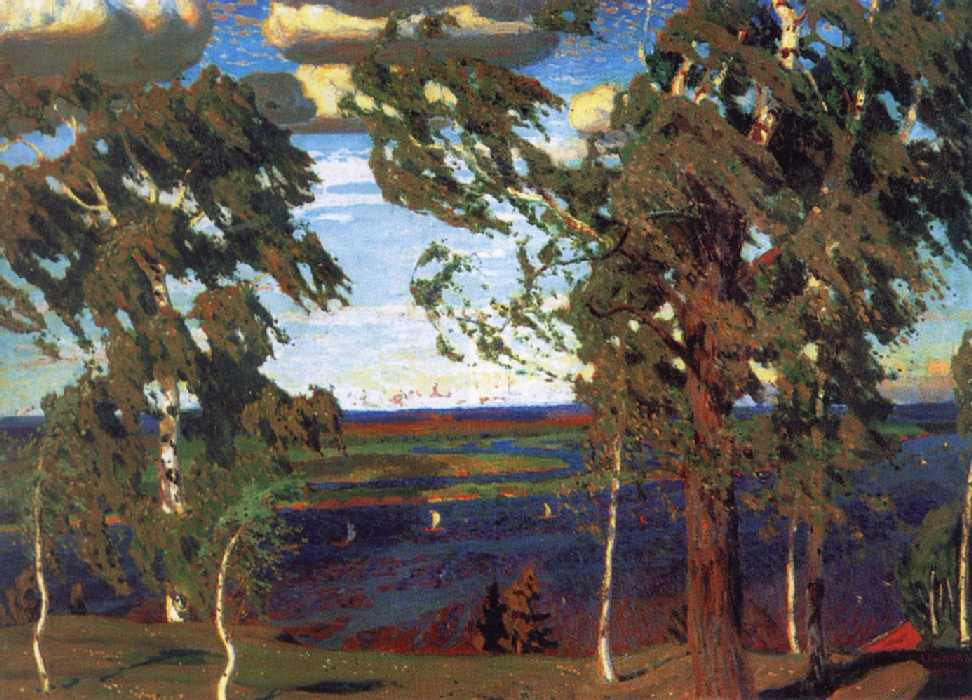
Зелёный шум. 1904
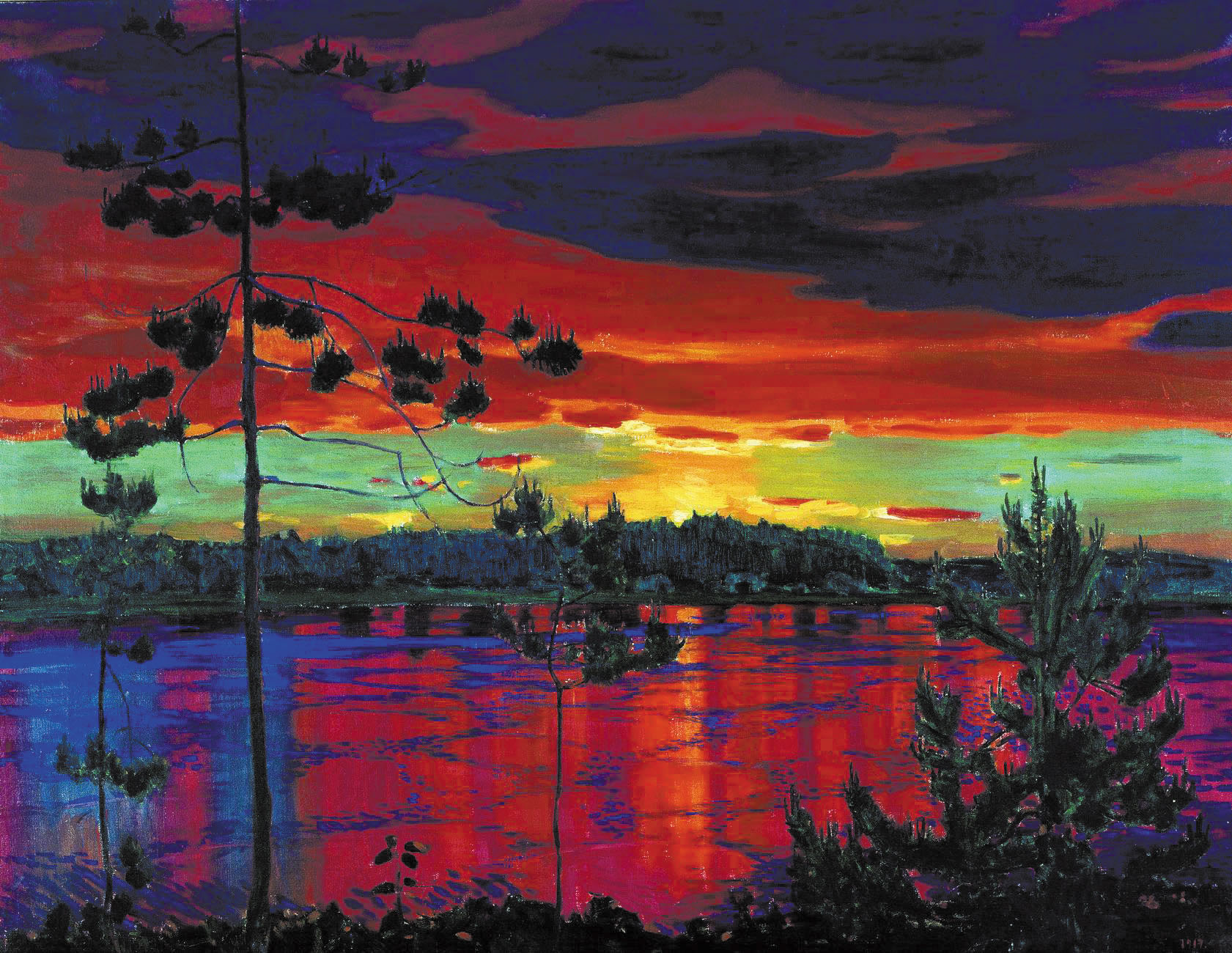
Закат. 1917
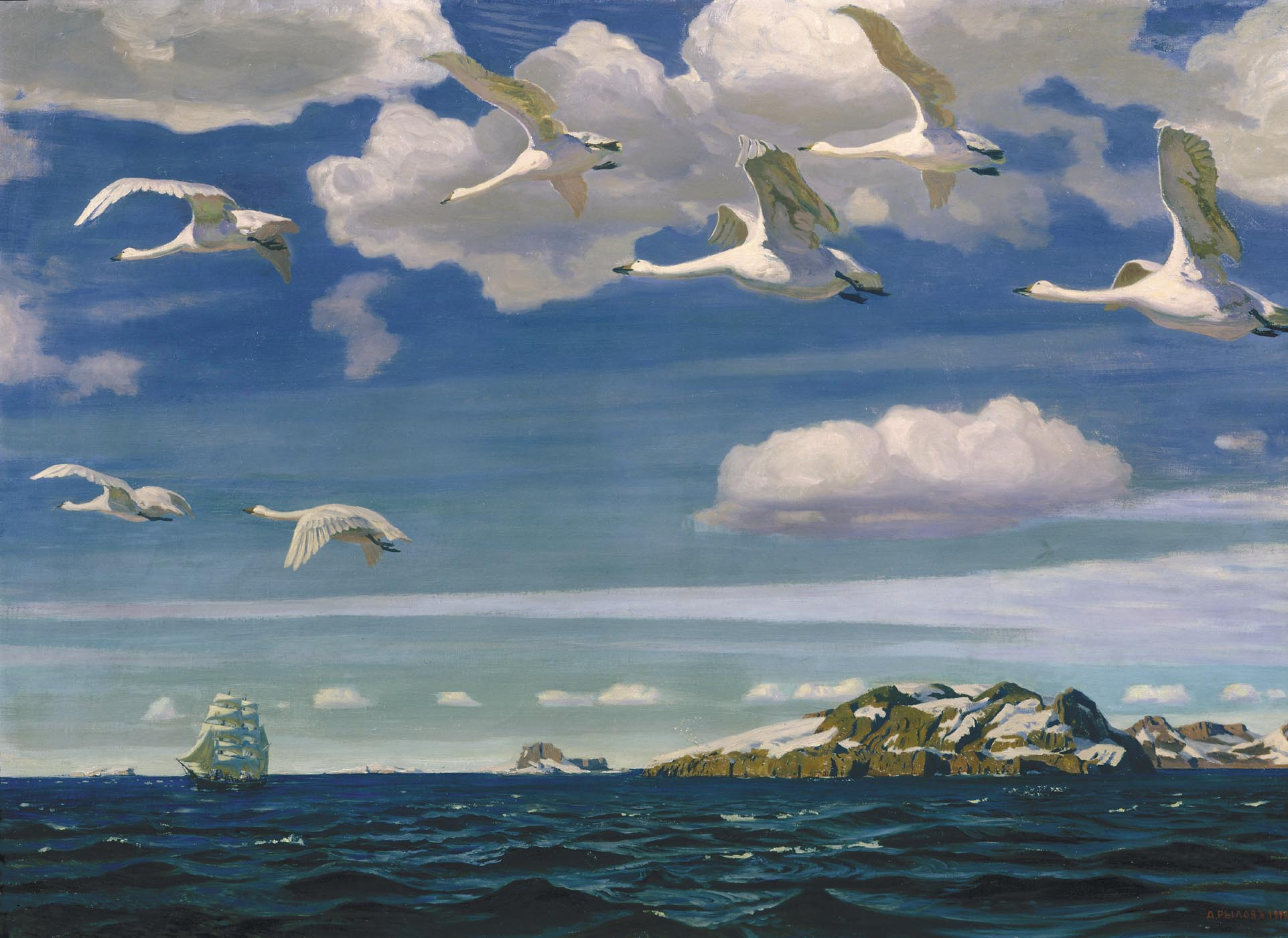
В голубом просторе. 1918

- Выставка произведений выдающейся украинской советской художницы Татьяны Яблонской открылась в Смоленском музее изобразительных и прикладных искусств[11].
- Осенью в Выставочном зале СХ Туркмении открылась выставка "На туркменской земле", ставшая первой совместной выставкой художников неформального творческого объединения группы Семёрка.  Был издан каталог, вступительную статью написал Ходжамухамедов С. Участвовали художники: Бабиков, Станислав Геннадьевич, Бекмурадов, Кульназар Бекмурадович, Байрамов, Дурды Байрамович, Амангельдыев Чары, Мамедов Мамед, скульптор Джумадурды Джума.

- 20 ноября — Выставка графики Народного художника СССР Д. А. Шмаринова открылась в Москве в залах Академии художеств СССР[12].

- 20 ноября — Выставка произведений Пахомова А. Ф. к 70-летию художника открылась в Ленинграде в залах Научно-исследовательского музея Академии художеств СССР. Экспонировалось свыше 400 живописных и графических работ мастера.[13].

- 30 ноября — Всесоюзный семинар по вопросам комплектования коллекций и экспозиций произведений современного изобразительного и декоративного искусства в художественных музеях открылся в Москве в Академии художеств СССР. Итогом семинара стало решение о необходимости создания во всех художественных музеях страны полноценных отделов советского искусства, расширения и пополнения существующих коллекций[14].

- 12 декабря — Осенняя выставка произведений ленинградских художников открылась в залах Ленинградского отделения Союза художников РСФСР. Экспонировалось 700 произведений 400 авторов.[15][16][17][18].

## Родились
- 9 марта — Аввакумов Николай Михайлович, российский скульптор и график.

## Скончались
- 10 января — Аксельрод Меер Моисеевич, советский художник, график (род. в 1902).
- 30 марта — Овсянников Леонид Фёдорович, русский советский график и педагог, Заслуженный деятель искусств Российской Федерации (род. в 1880).
- 1 июля — Васильев Генрих Николаевич, советский график и художник декоративно-прикладного искусства (род. в 1931)
- 13 ноября — Лемберский Феликс Самойлович, советский живописец и педагог (род. в 1913).
- 12 декабря — Альтман Натан Исаевич, советский живописец, скульптор и театральный художник, Заслуженный художник Российской Федерации (род. в 1889).
- 23 декабря — Волков Борис Иванович, советский театральный художник, Народный художник СССР, лауреат трёх Сталинских премий (род. в 1900).

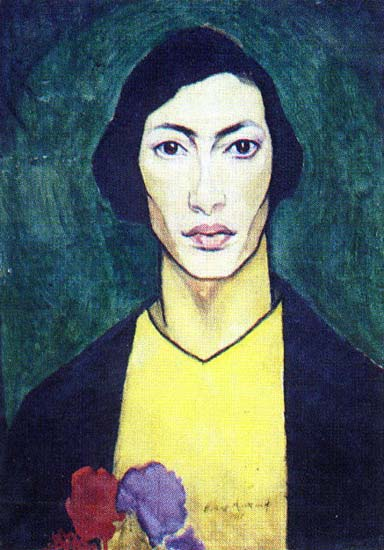
Натан Альтман
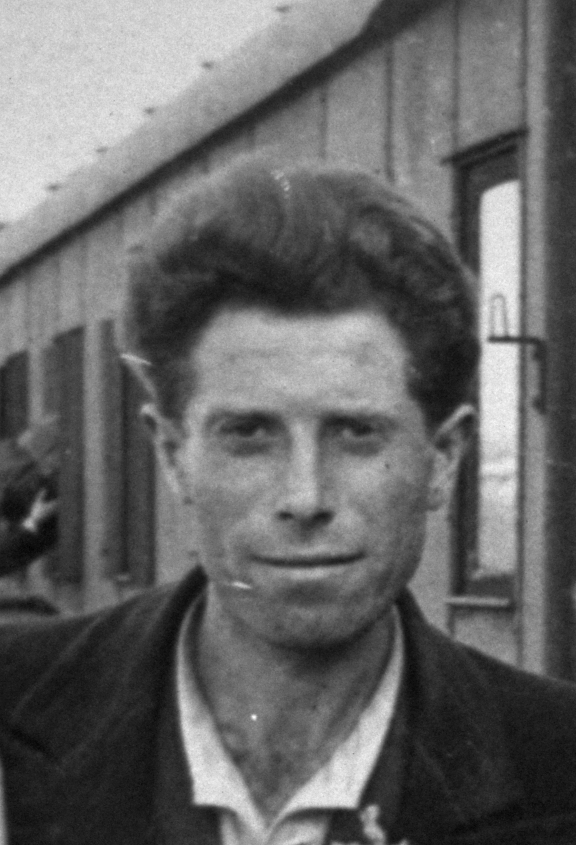
Феликс Лемберский